# En silence (opéra)
En silence est un opéra de chambre composé en 2019 par le français Alexandre Desplat sur un livret d'Alexandre Desplat et Solrey inspiré de la nouvelle En silence de l'écrivain japonais prix Nobel de littérature Yasunari Kawabata.
Crée sous la direction artistique de Solrey, la mise en scène s'inspire de l'esthétique du Kabuki. Sur le plan musical, les compositions s'inscrivent dans le style du minimalisme avec quelques références à la musique japonaise. L'intrigue de l'opéra suit la vie d'un écrivain devenu incapable d'écrire et de d'exprimer après une paralysie du côté droit. Les thèmes développés touchent donc à l'expression artistique et littéraire, la perte de la capacité à s'exprimer ainsi que la résilience.
La première de l’opéra est donnée au Grand théâtre de Luxembourg au printemps 2019. La réception critique de l’œuvre est mitigée.

## Présentation

### Généralités
En silence est un opéra de chambre, composé par Alexandre Desplat en 2019. Le livret de l’œuvre est écrit par Alexandre Desplat et Solrey. Cette dernière réalise également la mise en scène,.
Le livret de En silence est une adaptation de la nouvelle En silence du prix Nobel de littérature japonais Yasunari Kawabata. Les thèmes abordés par l'opéra touchent à l'expression artistique - notamment la littérature -, la perte du geste artistique, l'incapacité à pouvoir s'exprimer ainsi que la résilience face à ces difficultés.
Les thèmes de la nouvelle de Yasunari Kawabata tout comme la situation qui y est décrite touchent profondément le couple Desplat / Solrey. La violoniste a en effet subit un accident chirurgicale dont elle a conservé des séquelles (paralysie gauche) qui l'ont obligé d'abandonner sa pratique instrumentale.
La première mondiale de l’œuvre a lieu en 2019 à Luxembourg. Les premières française et japonaise ont respectivement lieu à Paris en 2019 et Kyoto en 2020,.

### Argument
Fidèle à la nouvelle, l'opéra met en scène trois personnages : un vieil écrivain paralysé du côté droit à la suite d'un accident vasculaire cérébral (Ômiya Akifusa), sa fille qui s'occupe de lui au quotidien au détriment de sa propre existence (Tomiko) et un de ses disciples (Mita). Le déroulement de l'histoire suit une visite que fait Mita à Ômiya Akifusa. Depuis son accident, ce dernier se refuse à écrire et même à parler, bien qu'il ait conservé certaines capacités physiques qui lui permettraient de parler ou de dessiner des katakana. Mita et Tomiko vont alors s'engager dans des conversations avec le maître écrivain, dont l'absence de réponses va les plonger dans une profonde introspection et de l'incompréhension.

## Musique
La musique de En silence est d'inspiration minimaliste.
L'opéra requiert une formation réduite de type chambriste. Au total, 2 chanteurs accompagnés d'un récitant et 10 musiciens (cordes frottées, vents et percussions) sont nécessaires. Cette formation réduite offre malgré tout de nombreuses possibilités artistiques et se rapproche singulièrement des ensembles traditionnels japonais de gagaku,.
L'orchestration choisie par Alexandre Desplat s'appuie sur des trois triptyques instrumentaux auxquels sont adjoints un percussionniste. Un premier groupe instrumental est dévolu aux cordes frottées et composé d'un violon, d'un alto et d'un violoncelle. Le second et le troisième appartiennent à la famille des instruments à vent : le second est un ensemble de trois flûtes tandis que le troisième est un ensemble de trois clarinettes. La partie des percussions est assurée par une seule personne mais recourt à des instruments variés (ex : glockenspiel).
Les deux parties chantées correspondent à une voix masculine (personnage de Mita) et une féminine (personnage de Tomiko). La voix masculine requise est de type baryton-basse et celle féminine mezzo-soprano.

## Livret
Initialement, Alexandre Desplat et Solrey envisagent de confier la rédaction du livret à un écrivain spécialisé dans ce style. Toutefois, avec l'avancement du projet, les deux artistes préfèrent conserver l'entièreté des activités artistiques entre leurs mains et écrivent le livret eux-mêmes.

## Mise en scène
Pour la mise en scène, Solrey s'est inspiré de l'esthétique du théâtre japonais, notamment le kabuki,.

## Histoire et production

### Création et première française
La création mondiale de l’œuvre se tient au Grand théâtre de Luxembourg le 26 février 2019. 
Concrétisant un projet de collaboration avec Alexandre Desplat, l'ensemble luxembourgeois de musique moderne et contemporaine Lucilin interprète la musique de l'opéra. La distribution des chanteurs voit le rôle de Mita confié à Mikhail Timoshenko et celui de Tomiko à Camille Poul. Le récitant est le comédien Sava Lolov. 
Pour compléter l'équipe artistique, Dominique Lemonnier travaille avec Pierpaolo Piccioli pour les costumes et Éric Soyer pour la scénographie. 
Quelques jours plus tard, la même production et distribution présente l’œuvre à Paris. La première a lieu le 2 mars 2019 au théâtre des Bouffes-du-Nord. 

### Première japonaise
En 2020, En silence est monté au theâtre ROHM de Kyoto pour la première japonaise de l'opéra.